# Хвалково-Косьцельне
Хвалково-Косьцельне (пол. Chwałkowo Kościelne) — село в Польщі, у гміні Ксьонж-Велькопольський Сьремського повіту Великопольського воєводства.
Населення — 742 особи (2011).
У 1975-1998 роках село належало до Познанського воєводства.

## Демографія
Демографічна структура станом на 31 березня 2011 року:
|          | Загалом | Допрацездатний вік | Працездатний вік | Постпрацездатний вік |
| -------- | ------- | ------------------ | ---------------- | -------------------- |
| Чоловіки | 370     | 98                 | 236              | 36                   |
| Жінки    | 372     | 82                 | 217              | 73                   |
| Разом    | 742     | 180                | 453              | 109                  |